# Ачехская война
Аче́хская война́ (индон. Perang Aceh, нидерл. Atjehoorlog) — вооружённый конфликт между Нидерландами и независимым султанатом Аче на севере острова Суматра, длился с 1873 по 1913 год и завершился победой голландских сил.

## Предпосылки
Султанат Аче (Ачех) был последним крупным независимым государством на территории современной Индонезии. Султан Ачеха Махмуд-Шах II пытался сохранить независимость и искал поддержки у внешних сил.

## Ход войны
В марте 1873 года трёхтысячный голландский экспедиционный корпус высадился на острове Суматра и оккупировал столицу Ачеха Кутараджу.. В декабре 1873 года в Ачеч прибыла вторая голландская военная экспедиция. В январе 1874 года преодолев ожесточенное сопротивление ачехцев, её командующий, генерал Ян ван Свитен, объявил о ликвидации султаната и присоединении Ачеха к колониальным владениям Нидерландов.
В апреле 1874 года в Аче было оставлено лишь около 3500 человек нидерландских войск. Ян ван Свитен покинул Аче и оставил своим преемником в Аче полковника Йохана Пела. Но ачехцы непрерывно нападали на Кутараджу и её окрестности, где были сосредоточены нидерландские войска, и постоянно нарушали коммуникационные линии между Кутараджей и побережьем.
Йохан Пел решил создать линию укреплений, чтобы отрезать ачехцев от моря. Укрепленный район, где находились штаб и резервные силы, был окружен 47 постами, отделявшими Кутараджу от непокоренной части Аче.
Летом 1878 года нидерландскую «тактику выжидания» сменила «тактика наступления». На Суматру были переброшены подкрепления, и начались наступательные операции, которые продолжались с лета 1878 года по осень 1879 года. Осенью 1879 года нидерландское командование считало, что война в целом выиграна. В мае 1880 года численность нидерландских войск, которая в 1878 году составляла 10 500 человек, сократилась до 6500 человек. Они занимали 39 фортов и наблюдательных постов.
Попытки султана Ачех отстоять независимость, используя дипломатические манёвры, в том числе заручиться поддержкой Османской империи, России, США, оказались безуспешными. В 1879 году султан даже направил Александру II прошение о принятии султаната в российское подданство, но ввиду нежелательности конфликта с западными державами российское правительство на это не пошло.

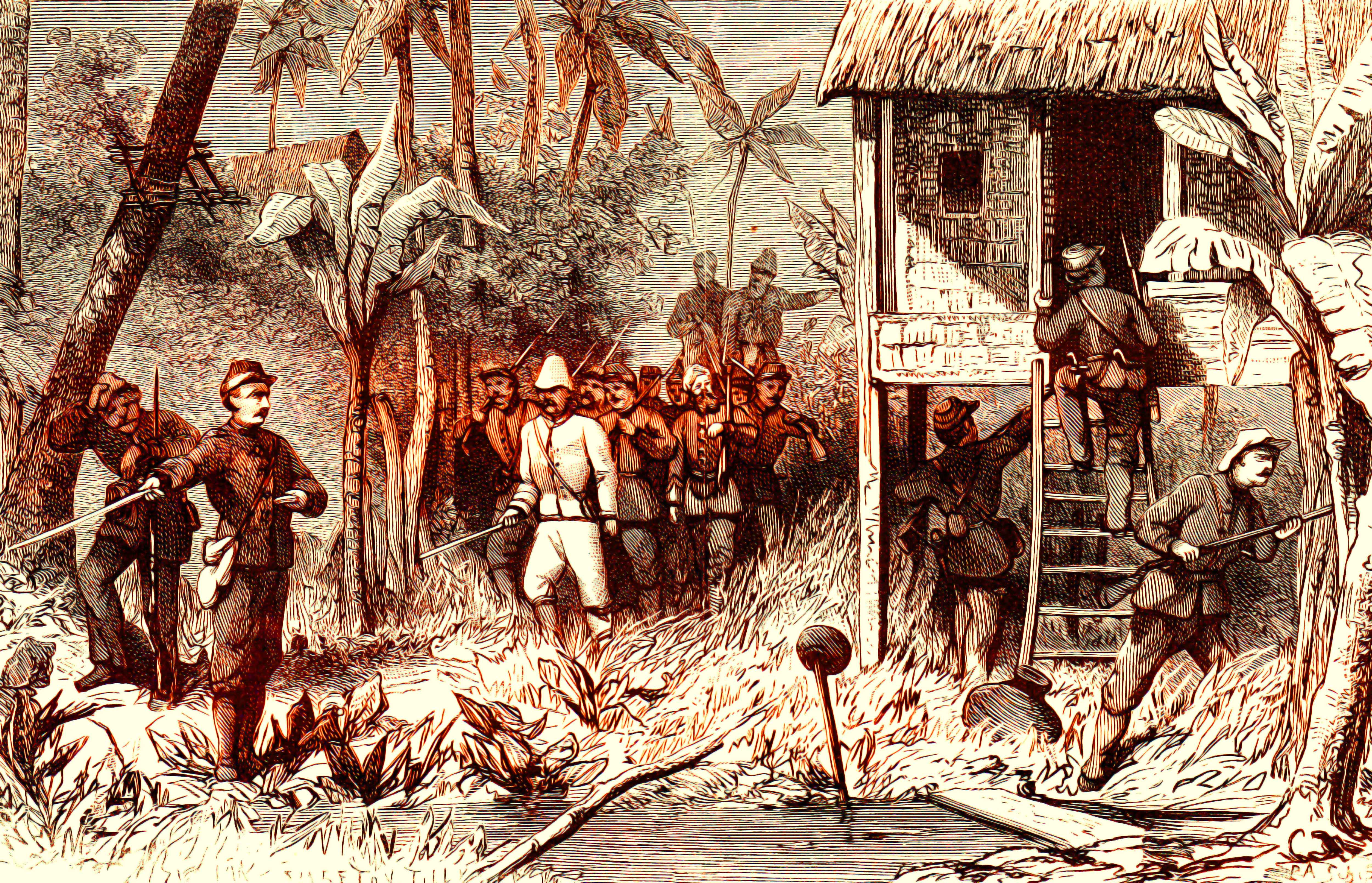
Нидерландские солдаты в ачехской деревне

К весне 1881 года бoльшая часть ачехской высшей знати прекратила борьбу с колонизаторами, однако в декабре 1881 года сопротивление им возглавил улама Мохаммад Саман (Теунгку Чик ди Тиро), который создал военно-теократическое государство саманистов. Саман и его приверженцы боролись с колонизаторами во имя ислама. Закрепившись в южной части Великого Аче, саманисты с лета 1882 года начали широкое наступление на позиции колонизаторов. С лета 1884 года голландцы были вынуждены перейти к обороне.
После смерти Мохаммада Самана в январе 1891 года возросли разногласия между возглавившими государство саманистов его сыновьями и другими военными вождями саманистов, особенно Теуку Умаром, возглавлявшим сопротивление голландцам на Западном берегу. В сентябре 1893 года Теуку Умар перешел на сторону голландцев, после чего начался период «войны с ачехцами руками ачехцев». Так называемый Легион Умара вытеснил саманистов во внутренние области, в захваченных районах колонизаторы строили форты, организовывали патрулирование, вводили режим военного управления.
Однако весной 1896 года Теуку Умар вновь выступил против колонизаторов. С середины 1897 года по конец февраля 1898 года против него посылалась одна военная экспедиция за другой. К лету 1898 года почти вся территория Аче была занята нидерландскими войсками, беспощадно боровшимися с партизанским движением, ещё продолжавшимся в горных районах. Колонизаторы расстреливали заложников, арестовывали и убивали родственников партизанских вождей, включая детей. В 1897—1898 годах в Великом Аче жители были зарегистрированы колонизаторами и были обязаны проживать в своих деревнях; передвигаться им позволяли лишь при наличии пропуска. Выход из домов ночью был запрещен, в нарушавших это правило стреляли без предупреждения. Лишь в полностью покоренных районах внутри «линии концентрации» ачехцам позволяли находиться вне домов и в ночное время.
В феврале 1899 года Теуку Умар был убит из засады нидерландскими жандармами. Но повстанцы продолжили сопротивление вплоть до кампании 1904 года, в ходе которой общая численность войск Нидерландов была увеличена, в том числе за счёт наёмников, до 50 000 солдат, что привело к подавлению сопротивления отрядов самообороны в горных районах и полной оккупации острова Суматра. Чтобы противостоять технологически превосходящему противнику, жители провинции Ачех прибегали к партизанской войне, в частности, сооружали ловушки и делали засады. Голландские войска ответили тем, что уничтожали целые деревни. Последние партизанские вожди в Восточном Аче были убиты в 1913 году, после чего организованное сопротивление колонизаторам прекратилось.

## Последствия
Количество погибших защитников независимости в ходе боевых действий, а также голода и болезней, составляет по разным оценкам от 70 000 до 100 000 человек. Количество погибших мирных жителей султаната неизвестно.